# Rainer Beck (Kunsthistoriker)

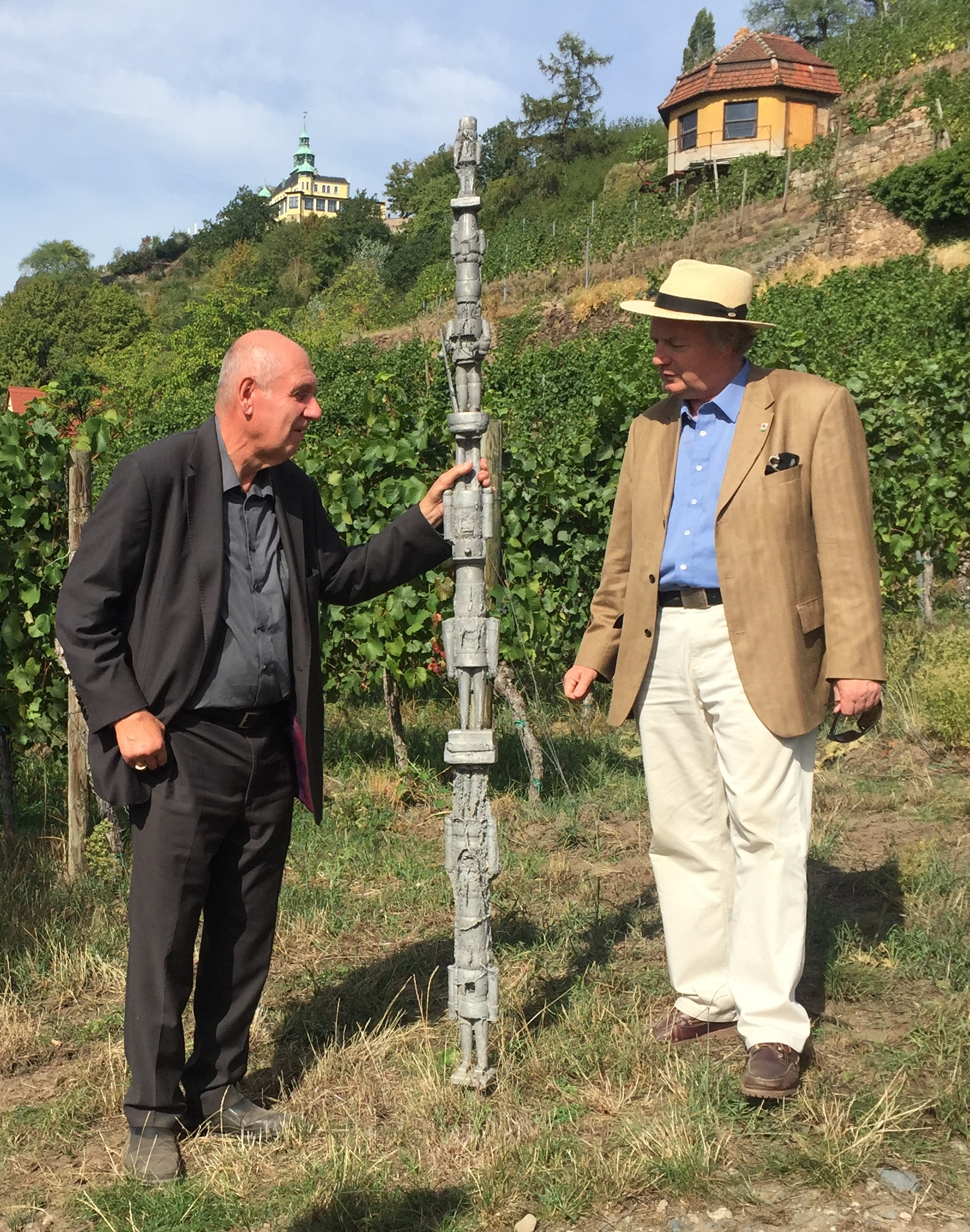
Rainer Beck (links) mit Osmar Osten im Weinberg, 2018

Rainer Beck (* 1947 in Stuttgart) ist ein deutscher Kunsthistoriker und emeritierter Professor an der Hochschule für Bildende Künste Dresden. Zudem besitzt er seit den 2000er Jahren ein Weingut in Sachsen.

## Leben
Rainer Beck studierte Kunstgeschichte, Politikwissenschaft, Geschichte, Germanistik und Theologie und wurde im Jahr 1977 promoviert. 1983 erhielt er an der Akademie der Bildenden Künste Nürnberg eine Professur für Kunstgeschichte und war von 1985 bis 1995 Präsident dieser Akademie, deren Ehrenmitglied er ist. Im Jahr 1995 wechselte Rainer Beck nach Dresden an die Hochschule für Bildende Künste Dresden und war dort bis zu seiner Emeritierung Ordinarius für Allgemeine Kunstgeschichte. Seit 2013 ist Beck im Ruhestand.
Rainer Beck war von 1978 bis 1990 Vorstandsmitglied des Museums Villa Stuck in München. In den Jahren 1989 bis 1994 war er Vorstandsmitglied des Otto-Dix-Hauses in Hemmenhofen. Er ist heute Beiratsmitglied im Toni-Merz-Museum Obersasbach.
Beck, der von Seiten seines Großvaters einer Winzerfamilie entstammt, besitzt seit 2004 im Haus Hermannsberg in Radebeul-Oberlößnitz zusammen mit zwei Partnern das Weingut Drei Herren.

## Wirken
Rainer Beck gilt als renommierter deutscher Kunsthistoriker, der sich besonders um das Werk des deutschen Malers und Graphikers Otto Dix verdient gemacht hat, sowohl durch seine wissenschaftliche Arbeit als auch mit zahlreichen Editionen, Veröffentlichungen sowie Ausstellungen und Retrospektiven, die er kuratiert hat. Sie haben eine neue Sichtweise auf das Leben und Werk von Dix ermöglicht.
Beck ist Neubegründer und Mitherausgeber der Schriftenreihe für Kunst und Philosophie Phantasos, die seit 1997 wieder regelmäßig publiziert wird und sich mit dem Werk und Wirken von Dresdner Künstlern wissenschaftlich auseinandersetzt.

## Schriften
Eigenständige Veröffentlichungen
- Otto Dix. Die kosmischen Bilder. Zwischen „Sehnsucht“ und „Schwangerem Weib“. Verlag der Kunst (Philo Fine Arts), Dresden 2003, ISBN 3-364-00389-0.
- Otto Dix. 1891–1969. Zeit, Leben, Werk. Stadler, Konstanz 1993.
- Wahrheit, Pluralismus, Kunst. Eine politiktheoretische Studie über die geistigen Grundlagen der pluralen Demokratie und ihre Kunst. Vogel, München 1979, ISBN 3-920896-55-6. (auch Diss.)

Als Herausgeber
- seit 1997: Phantasos. Schriftenreihe für Kunst und Philosophie der Hochschule für Bildende Künste Dresden. Hrsg. von Rainer Beck und Constanze Peres, Verlag der Kunst Dresden (Philo Fine Arts), Dresden 1997 ff.
- Ernst Rietschel und die Überwindung des Klassizismus: Ein Bildhauer zwischen Tradition und modernem Zeitbewußtsein. Verlag Wilhelm Fink, Paderborn 2007, ISBN 978-3-7705-4508-7.
- Sandra Mühlenberend: Surrogate der Natur. Die historische Anatomiesammlung der Kunstakademie Dresden. In: Phantasos VI. Schriftenreihe für Kunst und Philosophie der Hochschule für Bildende Künste Dresden. Hrsg. von Rainer Beck, Constanze Peres und Gregor Stemmrich, Verlag der Kunst Dresden (Philo Fine Arts), Dresden 2007. ISBN 978-3-7705-4366-3.
- Wolfgang Rother: Raum und Bildräume. Studien von jungen Künstlern. In: Phantasos V. Schriftenreihe für Kunst und Philosophie der Hochschule für Bildende Künste Dresden. Hrsg. von Rainer Beck und Constanze Peres, Verlag der Kunst Dresden (Philo Fine Arts), Dresden 2004. ISBN 3-364-00436-6.
- Martin Schmidt: Wilhelm Rudolph. In Licht und Dunkelheit. In: Phantasos IV. Schriftenreihe für Kunst und Philosophie der Hochschule für Bildende Künste Dresden. Hrsg. von Rainer Beck und Constanze Peres, Verlag der Kunst Dresden (Philo Fine Arts), Dresden 2002, ISBN 3-364-00436-6.
- Stephan Weber, Erhard Frommhold, Hans Grundig: Schaffen im Verborgenen.  In: Phantasos III. Schriftenreihe für Kunst und Philosophie der Hochschule für Bildende Künste Dresden. Hrsg. von Rainer Beck und Constanze Peres, Verlag der Kunst Dresden (Philo Fine Arts), Amsterdam, Dresden 2001, ISBN 90-5705-164-8.
- Wolfgang Rother: Die Kunstgewerbeschule und das Kunstgewerbemuseum in Dresden. Ein Bauwerk zwischen Späthistorismus und Moderne. In: Phantasos II.  Schriftenreihe für Kunst und Philosophie der Hochschule für Bildende Künste Dresden. Hrsg. von Rainer Beck und Constanze Peres, Verlag der Kunst Dresden (Philo Fine Arts), Dresden 1999. ISBN 90-5705-128-1.
- Rainer Beck, Natalia Kardinar: Trotzdem. Neuanfang 1947. Zur Wiedereröffnung der Akademie der Bildenden Künste. In: Phantasos I. Schriftenreihe für Kunst und Philosophie der Hochschule für Bildende Künste Dresden. Hrsg. von Rainer Beck und Constanze Peres, Verlag der Kunst Dresden (Philo Fine Arts), Dresden 1997, ISBN 978-3865300485.
- Kunst im Brennpunkt der Akademien. [Festschrift Akademie der Bildenden Künste in Nürnberg, 1662–1987.] Bruckmann, München 1984.
- Die Kunst und die Kirchen. Der Streit um die Bilder heute. Hrsg. von Rainer Beck, Rainer Volp und Gisela Schmirber, Bruckmann, München 1984, ISBN 978-3765419454.

Aufsätze und Katalogbeiträge
- „Flucht ist immer falsch“ – inneres Exil als Emigration. Otto Dix im Dritten Reich. In: Tel Aviver Jahrbuch für deutsche Geschichte, 34/2006. Hrsg. im Auftrag von Minerva Institut für deutsche Geschichte, Universität Tel Aviv. Wallstein Verlag, Göttingen 2006, ISBN 978-3-8353-0009-5, S. 149–178.
- Katalogtext in: Figur im Holz: das Frühwerk von Josef Rikus und sein Lehrer Karl Knappe. Ausstellung, 25. Mai bis 20. August 2000 im Diözesanmuseum Paderborn. Hrsg. von Christoph Stiegemann im Auftr. des Erzbistums Paderborn. Erzbischöfliches Diözesanmuseum und Domschatzkammer, Paderborn 2000, ISBN 3-931664-09-0
- Katalogtext in: Porzellan wird wieder Plastik: Dresdner Porzellan. Ausstellungskatalog, Neue Edition der Sächsischen Porzellan-Manufaktur / Charlotte Sommer-Landgraf. Deutsches Porzellanmuseum, Hohenberg an der Eger 1999.
- Vom Zusammenbruch zum Formalismusstreit. Zur Entwicklung der heutigen Hochschule für Bildende Künste Dresden zwischen 1945 und 1950. In: Dresden 1997.
- Katalogtext in: Georg Karl Pfahler: Bilder, Graphik, Objekte 1995–1997. Städtisches Kunstmuseum Singen (Hohentwiel), 21. November 1997 bis 4. Januar 1998. Hrsg. vom Kunstverein Singen e. V., Singen 1997.
- Exposition Otto Dix et les Maîtres Anciens. Musée d’Unterlinden, Colmar, 7 septembre – 1er décembre. Musée d’Unterlinden, Colmar 1996, ISBN 2-902068-20-4. (Katalog)
- Metropolis. Otto Dix. Fondation Maeght, Saint-Paul, 2 Juillet – 18 Oct. 1998. Saint-Paul-de-Vence 1996, ISBN 2-900923-16-6. (Katalog)
- Katalogtext in: jung nach '45. Kunst in Nürnberg – Ein Jahrzehnt und eine Generation. Kunsthalle Nürnberg.  Verlag für Moderne Kunst, Nürnberg 1995, ISBN 3-928342-44-4.
- Zur Stellung der Frau im Dix-Werk. In: Wulf Herzogenrath und Johann-Karl Schmidt (Hrsg.): Dix. Zum 100. Geburtstag. Katalog, Galerie der Stadt Stuttgart / Nationalgalerie Preußischer Kulturbesitz, Berlin 1991, S. 251–260.
- Katalogtext in:  Giselher Scheicher, Bilder und Collagen, 6. Juli- 19. August 1989, Katalog zum Förderpreis der Galerie Ursula Ehrhardt Nürnberg.
- Werner Lichtner-Aix, Arbeiten der letzten Jahre. Mit vollst. Oeuvre-Verz. d. Druckgraphik von 1984 bis 1987. Kunstverl. Weingarten, Weingarten 1988.
- Sonderdruck Otto Dix. Mit Otto Dix (Ill.) und Dietrich Bühler (Red.). [Sonderdruck für die Dix-Sammlung der Galerie der Stadt Stuttgart] Zyma, Sindelfingen 1988.
- Otto Dix. 1891–1969. Katalog, Museum Villa Stuck, 23. August bis 27. Oktober 1985. Stuck-Jugendstilverein, München 1985. ISBN 3-925501-00-2.
- Adolf Hoelzel: Aufbruch zur Moderne. Katalog, Ausstellung vom 1. April bis 1. Juni 1980, Museum Villa Stuck, München. Museum Villa Stuck, München 1980.
- Käthe Kollwitz – mehr als eine sozialistische Kampfgenossin. In: Politische Studien 29,  H. 239, 1978, S. 229–240.